# Cylindrothorax balteatus
Cylindrothorax balteatus är en skalbaggsart som först beskrevs av Heath 1903.  Cylindrothorax balteatus ingår i släktet Cylindrothorax och familjen långhorningar.
Artens utbredningsområde är Kenya. Inga underarter finns listade i Catalogue of Life.